# Макконнелл, Джек
Джек Уилсон Макко́ннелл, барон Макконнелл из Гленскорродейла (скотс Jack Wilson McConnell, Baron McConnell of Glenscorrodale; род. 30 июня 1960, Эрвин, Айршир) — государственный и политический деятель Шотландии.

## Биография
Окончил педагогический факультет Стерлингского университета, а затем работал учителем математики. В 1984—1992 годах, одновременно со своей профессиональной деятельностью, активно работал в местном правительстве Стерлинга. В 1992 году стал генеральным секретарём Лейбористской партии в Шотландии и сыграл важную роль в большом успехе этой партии в 1997 года, когда Консервативная партия лишилась всех мест в парламенте Шотландии. В 1998 году был одним из ведущих участников Шотландского конституционного собрания, которое после утверждения его положений на референдуме привело к автономии Шотландии, созданию парламента и органов исполнительной власти.
В первом шотландском правительстве при правлении Дональде Дьюаре занимал должность министра финансов. После смерти первого министра предпринял попытку стать следующим, но проиграл Генри Маклишу и был переведен в министерство образования, европейских дел и внешних сношений. Но когда тот был вынужден уйти в отставку после скандала в ноябре 2001 года, у Джека Макконнелла не осталось оппонентов, и он был избран первым министром Шотландии.
После выборов 2003 года Лейбористская партия во главе с Джеком Макконеллом осталась у власти, но ценой формирования правительственной коалиции с либерал-демократами из Шотландской национальной партии. На последующих выборах 2007 года лейбористы уступили Шотландской национальной партии, которая выступала лозунгами полной независимости Шотландии во главе с Алексом Салмондом. Вскоре после выборов Джек Макконнелл ушёл с поста председателя Лейбористской партии, но сохранил место в шотландском парламенте. В 2010 году стал пожизненным пэром как барон Макконнелл из Гленскорродейла.